# 红嘴蜂鸟
红嘴蜂鸟（学名：Saucerottia cyanocephala），是雨燕目蜂鸟科的一种鸟类。
红嘴蜂鸟体重约5.1克，翼长约60.8毫米，嘴峰长约22.8毫米，喙宽度约2.4毫米，喙厚度约2.2毫米，跗蹠长约5.9毫米，尾长约36.6毫米。红嘴蜂鸟在其分布区内为留鸟，其栖息在密集的高大树木组成的森林中，食性为草食性，主要食物来源是植物的花蜜。

## 亚种
- ：分布于墨西哥东南部至尼加拉瓜中北部。
- ：分布于洪都拉斯东部和尼加拉瓜东北部。[4]